# Habib Miyan
Habib Miyan,  uppgiven födelsetid 20 maj 1869 alternativt 20 maj 1878, död 19 augusti 2008, var en man som hävdade att han var världens äldsta levande människa.
Detta då han hävdar att han föddes den 20 maj 1869 i Jaipur, Indien.  Detta baseras på papper från 1938 som identifierar en "Rahim Khan". Habib Miyan hävdar att han är denna person, ett påstående som ifrågasatts och inte verifierats av oberoende kontrollanter. 